# Unité de surveillance continue
Pour les articles homonymes, voir USC.
 (janvier 2024).
Une unité de surveillance continue (USC) est un service de l'hôpital, destiné à accueillir et prendre en charge des malades nécessitant une surveillance rapprochée. Depuis un décret du 26 avril 2022, les unités de surveillance continue (USC) sont remplacées par les unités de soins intensifs polyvalents (USIP).
Les unités de surveillance continue prennent en charge :
- les patients dont l'état et le traitement font craindre la survenue d'une ou plusieurs défaillances vitales
- les patients dont l'état, au sortir d'une ou plusieurs défaillances vitales (après un séjour en réanimation, par exemple), est trop sévère ou instable pour permettre un retour dans une unité d'hospitalisation classique[2].

Les unités de surveillance continue constituent un niveau intermédiaire entre d’une part les services de réanimation et d’autre part les services de soins classiques.

## Réglementation
La nécessité pour les établissements de santé de disposer d’unités de surveillance continue est stipulée par les décrets no 2002-465 et no 2002-466 du 5 avril 2002. Ils en ont défini les règles d’implantation et les conditions techniques de fonctionnement minimales auxquelles devaient se conformer les établissements de santé pour l’exercice de ces activités.

### Textes de référence
- Code de la santé publique (Partie réglementaire) : Sixième partie - Livre Ier - Titre II - Chapitre IV - Section 1 - Sous-section 7 : Surveillance continue[3]
- Décret no 2002-465 du 5 avril 2002 relatif aux établissements de santé publics et privés pratiquant la réanimation[4]
- Décret no 2002-466 du 5 avril 2002 relatif aux conditions techniques de fonctionnement auxquelles doivent satisfaire les établissements de santé pour pratiquer les activités de réanimation, de soins intensifs et de surveillance continue[5]
- Circulaire DHOS/SDO no 2003-413 du 27 août 2003 relative aux établissements de santé publics et privés pratiquant la réanimation, les soins intensifs et la surveillance continue[2]
- Décret no 2006-74 du 24 janvier 2006 relatif aux conditions techniques de fonctionnement auxquelles doivent satisfaire les établissements de santé pour pratiquer les activités de réanimation pédiatrique et de surveillance continue pédiatrique[6]
- Recommandations SFAR-SRLF d'organisation des unités de surveillance continue[7]

## Généralités

### Terminologie
Il est important de différencier unité de surveillance continue (USC), unité de soins intensifs (USI) et service de réanimation (« réa »), ces trois services étant souvent faussement qualifiés de « soins intensifs » par opposition aux services de soins classiques.
1. Le service de réanimation : les soins de réanimation sont destinés à des patients qui présentent, ou sont susceptibles de présenter, plusieurs défaillances viscérales aiguës mettant directement en jeu le pronostic vital et impliquant le recours à des méthodes de suppléance (ex. : ventilation mécanique, traitement vasopresseur, hémodialyse)[8].
2. L'unité de soins intensifs : les soins intensifs sont destinés à des patients qui présentent, ou sont susceptibles de présenter, une défaillance aiguë de l'organe concerné par la spécialité au titre de laquelle ils sont traités, mettant directement en jeu à court terme leur pronostic vital et impliquant le recours à une méthode de suppléance[9]. Exemple d'USI : l'unité de soins intensifs de cardiologie ou USIC. L'unité de soins intensifs peut assurer le transfert de ses patients vers une unité de surveillance continue ou un service d'hospitalisation dès que leur état de santé le permet, ou dans un service de réanimation si leur état le nécessite[10].
3. L'unité de surveillance continue : la surveillance continue est destinée à des patients dont l'état et le traitement font craindre la survenue d'une ou plusieurs défaillances vitales[2]. L'unité de surveillance continue a pour vocation de prendre en charge ces malades qui nécessitent une observation clinique et biologique répétée et méthodique[11].

Contrairement aux services de réanimation, les unités de surveillance continue ne peuvent en aucun cas prendre en charge de façon prolongée des patients traités par assistance ventilatoire (intubation). Lorsqu'en USC, un patient nécessite une suppléance d’organe en rapport avec une défaillance viscérale aiguë, il doit être transféré, au plus vite, dans un service de réanimation.
L'USC est parfois appelée « unité de soins continus ». Cette dénomination, impropre, ne devrait pas être employée. En effet, elle occulte la notion primordiale de surveillance, ne reflète pas la réalité des textes législatifs et suscite l'ambiguïté, l'idée de « soins continus » pouvant faire penser à de la suppléance d'organe.

### Pathologies en USC
Les pathologies susceptibles d'être rencontrées dans une unité de surveillance continue sont naturellement multiples et variées. L'admission en USC est généralement indiquée, en l'absence de défaillance viscérale aiguë et si une surveillance rapprochée est nécessaire, dans les situations suivantes (liste non exhaustive) :
- Patients sortant d'un séjour en réanimation ou d'une intervention chirurgicale majeure, dont l’état est trop sévère ou instable pour permettre un retour direct dans une unité d’hospitalisation classique
- Patients souffrant de troubles neurologiques (sans dépression ventilatoire)
- Patients souffrant d'insuffisances respiratoires (ne nécessitant pas d’intubation)
- Patients souffrant de troubles métaboliques sévères nécessitant une surveillance très attentive (troubles endocriniens, hématologiques…)
- Patients souffrant de complications pulmonaires post chirurgicales
- Patients souffrant de pathologies infectieuses (sans état de choc)

- Patientes souffrant de certaines complications de la grossesse